# Launoy
Launoy é uma comuna francesa na região administrativa de Altos da França, no departamento de Aisne. Estende-se por uma área de 9,1 km². Em 2010 a comuna tinha 101 habitantes (densidade: 11,1 hab./km²).